# Adenosciadium arabicum
Adenosciadium arabicum – gatunek rośliny z rodziny selerowatych (Apiaceae). Jest jedynym przedstawicielem monotypowego rodzaju Adenosciadium H. Wolff in Engler, Pflanzenr. IV. 228(Heft 90): 364. 29 Apr 1927. Klasyfikowany jest do plemienia Apieae z podrodziny Apioideae. Występuje w południowo-zachodniej części Półwyspu Arabskiego.